# أربيان أرونسون
أربيان أرونسون (الاسم العلمي: Anthemis aaronsohnii) هو نوع نباتي يتبع جنس الأربيان من الفصيلة النجمية.

## الموئل والانتشار
الموئل والانتشار في بلاد الشام.